# Подгаєць
Подгаєць (хорв. Podgajec) — населений пункт у Хорватії, у Копривницько-Крижевецькій жупанії у складі міста Крижевці.

## Населення
Населення за даними перепису 2011 року становило 211 осіб.
Динаміка чисельності населення поселення: